# Солтан Хусейн
Солтан Хусейн I (перс. شاه سلطان حسین‎; 1668—1726) — фактически последний шах Персии (1694—1722) из династии Сефевидов. Был низложен афганскими мятежниками в 1722 году.

## Биография
Родился в 1669 году в семье шаха Ирана Солеймана Сефи и его черкесской наложницы, одной из представительниц гарема. Его отец перед смертью наказал своим евнухам, что если они хотят мира и спокойствия, то им следует избрать шахом его старшего сына — Султана Хусейна, а если они хотят укрепить могущество империи, то им следует отдать предпочтение его младшему брату Аббасу. Евнухи сделали новым шахом Хусейна. В период его правления эшикагасыбаши (хранитель дворца) были:
- Али Мардан Хан (1695)
- Мухаммед Мумин Хан Бегдели Шамлы (1696—1698)
- Маасум Бек (1698)
- Али Мардан Хан (1700—1701)
- Рзагулу Хан Шамлы (1722)

Солтан Хусейн имел репутацию простака, мало интересовавшегося политикой. Он имел прозвище «Yaxshidir» ("Это хорошо") — это был его обычный ответ, когда надо было принять решение по вопросам управления государством. Встречавший шаха в 1722 году Николас Шорер сообщал о своем общении с Солтаном Хусейном посредством персидско-тюркского переводчика. В отличие от своих предшественников, был милосердным человеком, неспособным на жестокость. Однажды, ранив утку из своего пистолета, он глубоко пожалел об этом и сказал «Kanlu Oldum», то есть «Я запятнался кровью», и по этому самому случаю он приказал раздать двести туманов беднякам в качестве искупления за то, что он счел великим грехом.
Молодой шах был набожным мусульманином, и одним из его первых актов стало возвышение во власть священнослужителя Мухаммад Бакир Маджлиси. Было ужесточено законодательство по борьбе с суфизмом, запрещено потребление алкоголя и опиума и введены ограничения на поведение женщин в общественных местах. Губернаторы получили приказ руководствоваться законами шариата.
Однако вскоре власть перешла от Мухаммад Бакир Маджлиси к энергичной тёте Солтана Хусейна — Марьям Бегум, дочери шаха Сефи I. Под её влиянием Солтан Хусейн отстранился от управления государством, стал алкоголиком и делил всё своё время между гаремом и роскошными садами.

### Восстания против религиозной политики Султана Хусейна

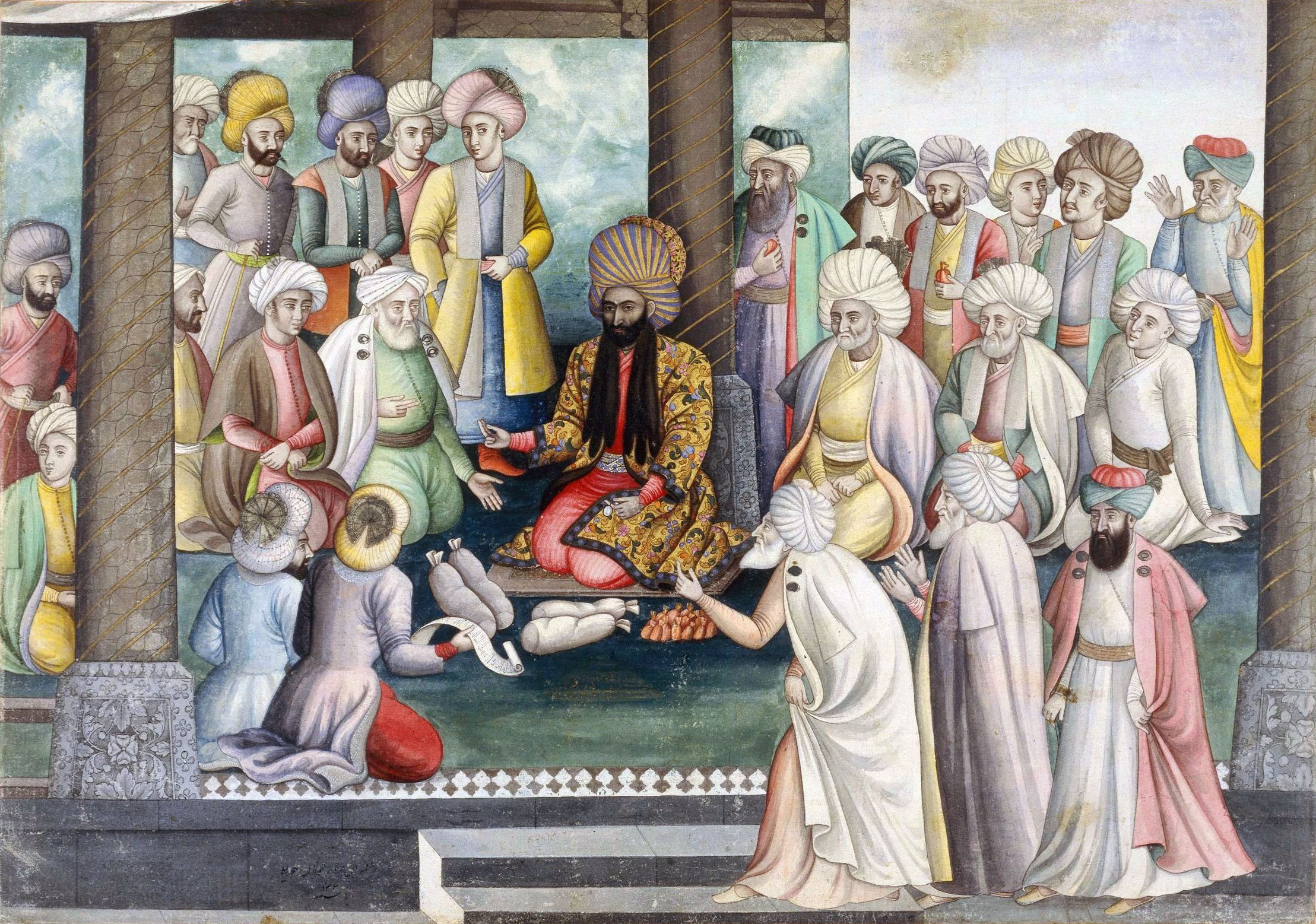
Султан Хусейн с придворными. Персидская миниатюра (1721 г.). Британский музей, Лондон

Насаждение ислама шиитского толка на государственном уровне привело к росту нетерпимости в отношении мусульман-суннитов, евреев и христиан. Шах также принял постановление о принудительном обращении в ислам последователей зороастризма.
Первыми против попыток правительства Солтана Хусейна поставить суфизм вне закона восстали жители афганских провинций. В 1717—1720 годах восстали также сунниты в Курдистане и Ширване. В Ширване повстанцы быстро заручились поддержкой суннитов Османской империи и лезгинских племен. В 1721 году лезгины занимают главный город Ширвана Шемаху и вырезают все шиитское население, включая губернатора. В результате придворных интриг в 1720 году с поста Великого визиря смещён Фатх-Али Хан Дагистани.
Солтан Хусейн сталкивается с проблемами и в других провинциях империи — арабские пираты захватили острова в Персидском заливе, в северо-западной провинции вспыхнула чума — но он и его правительство не приняли решительных мер.

### Осада Исфахана

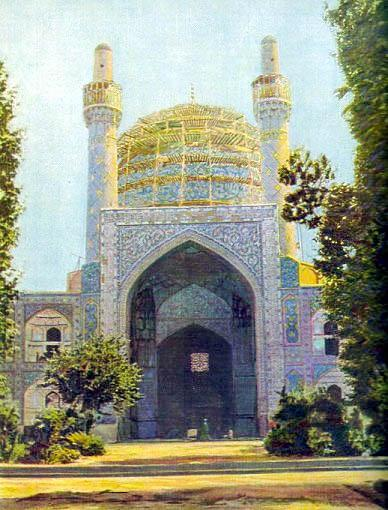
Медресе Чахарбаг в память царствования Солтана Хусейна (National Geographic, 1921)

Однако главная угроза пришла от афганцев из племени Гильзаи. В 1722 году Махмуд во главе сравнительно малочисленной армии двинулся к столице империи — Исфахану. Вместо того, чтобы укреплять оборону столицы, Солтан Хусейн выступил навстречу повстанцам. 8 марта 1722 года у города Голнабад армия шаха была разбита. Махмуд, развивая успех, осадил Исфаган. У Махмуда не было артиллерии, и он просто брал город измором. Осада продолжалась с марта по октябрь 1722 года — за это время от голода и болезней погибло около 80 тыс. человек. 23 октября 1722 года город сдался без боя. Солтан Хосейн отказался от престола в пользу нового шаха Персии — Махмуда.

### Плен и смерть
Вначале Махмуд обращался со своим пленником и его семьёй хорошо, но вскоре он стал терять рассудок. Его подозрительность росла, и в феврале 1725 года, поверив слуху, что один из сыновей Султана Хусейна бежал, Махмуд приказал казнить всех сыновей Солтана Хусейна, но оставить в живых его самого. Солтану Хусейну удалось спасти двух малолетних детей, сам же он был при этом ранен. Вскоре, 22 апреля 1725 года, Мир Махмуд был убит заговорщиками, во главе которых находился его двоюродный брат Мир Ашраф, который провозгласил себя новым шахом Персии.
Преемник Махмуда Ашраф-шах тоже проявлял снисхождение к своему пленнику и его семье. В свою очередь, Солтан Хусейн выдал за него замуж одну из своих дочерей, укрепив легитимность нового шаха Персии. Тем временем Ашраф-хан вёл войну с Османской империей. Осенью 1726 года губернатор Багдада Ахмед Паша подошёл со своей армией к Исфахану и направил письмо Ашраф-хану, где сказал, что хочет восстановить законного шаха Персии. В ответ Ашраф-хан приказал умертвить Солтан Хусейна, а его отрезанную голову отправил в Османскую империю с сообщением, что «может дать Ахмад Паше полное удовлетворение на острие своего меча и копья».

## Оценка деятельности шаха Солтана Хусейна
В Иране имя Солтана Хусейна стало нарицательным как пример бездарного руководителя.
Из речи Аятоллы Хомейни:
Если когда-нибудь среди должностных лиц страны появятся несмелые и слабые чиновники, как шах Солтан Хусейн, даже если среди народа будет существовать смелость и готовность, делу государства и Исламской Республики придет конец, потому что трусливые и побеждённые должностные лица делают из смелых народов слабые народы
.